# Martin Haak
Martin (Mårten) Haak, död 25 oktober 1726 i Stockholm, var en svensk orgelbyggare i Stockholm från 1690-talet fram till 1720-talet. 

## Biografi
Martin Haak var verksam som orgelbyggare under 1680-talet i Uppland. Han var gift med Maria Ringberg (1700–1771). De fick tillsammans barnen Anna Catharina (född 1718) och Abraham (född 1723). De bodde på kvarter Fyrmössaren i Norrmalm, Stockholm. Martin Haak avled 25 oktober 1726 i Stockholm.

## Orgelverk
| År              | Ursprunglig kyrka       | Stift   | Bild | Manualer | Pedal | Stämmor | Bevarad orgel/fasad | Övrigt                                                                                 |
| --------------- | ----------------------- | ------- | ---- | -------- | ----- | ------- | ------------------- | -------------------------------------------------------------------------------------- |
| 1690            | Färentuna kyrka         | Uppsala |      |          |       | 4       | Nej/Nej             | Orgeln reparerades 1725. En ny orgel byggdes 1856 av Carl Gustaf Cederlund, Stockholm. |
| 1722 eller 1723 | Tyska kyrkan, Stockholm |         |      |          |       |         |                     | Renovering. Satte in en Vox humana i orgeln.                                           |

### Fotnoter
1. 1 2  Abrahamsson Hülpers, Abraham (1773) (på Svenska). Historisk Afhandling om Musik och Instrumenter särdeles om Orgwerks Inrättningen i Allmänhet jemte Kort Beskrifning öfwer Orgwerken i Swerige. Västerås: Johan Laurentius Horrn. sid. 180, 253. Libris 2413220
2. ↑  Stockholms rådhusrätt 1:a avdelning (A, AB) F1A:96 (1727) Sida: 339-342
3. ↑  Klara (A, AB) FIa:3 (1771-1780) Sida: 5-6
4. ↑  Klara (A, AB) DbReg:2 (1711-1747) Sida: 107
5. ↑  Dag Edholm, red (1990). Inventarium över svenska orglar: 1989:III, Strängnäs stift; Stockholms stift. Tostared: Förlag Svenska orglar. Libris 4108784